# World of Warcraft: Wrath of the Lich King
World of Warcraft: Wrath of the Lich King (с англ. — «Мир военного ремесла: Гнев Короля Лича») — второе дополнение к компьютерной игре World of Warcraft, анонсированное на BlizzCon 3 августа 2007 года и вышедшее 18 ноября 2008 года.
Действие дополнения происходит на холодном северном материке Нордскол, во владениях Короля-лича, падшего принца Артаса Менетила.

## Нововведения
- Максимальный уровень персонажа увеличен до 80-го.
- Новый героический класс — Рыцарь смерти.
- Новый континент — Нордскол.
- Новая профессия — начертание.
- Добавлены осадные орудия.
- Два новых поля боя: Берег Древних и Остров Завоеваний.
- Разрушаемые здания (только на новых полях боя).
- Добавлены парикмахерские, позволяющие изменить причёску персонажа.
- Повышение максимального значения навыков до 400, профессий — до 450.
- Ветка талантов расширилась до 71 таланта.
- Новая зона «открытого PvP» — Озеро Ледяных Оков, которая будет присутствовать даже в PvE-мирах.
- Необычные предметы из Нордскола будут лучше большинства эпических предметов из Запределья.

В этом дополнении разработчики планировали изменить механику взаимодействия классов, уравняв по своим возможностям в каждом аспекте игры «гибридные» классы (классы, способные выполнять роли лекаря, танка и бойца) и «чистые» классы (классы, имеющие возможность лишь наносить урон).

## Сюжет
После очищения Солнечного Колодца и окончания кампании в Запределье, нежить внезапно начала массированные нападения на города и поселения по всему Азероту. Король-лич (англ. Lich King), ранее благородный принц Лордерона Артас Менетил (англ. Arthas Menethil), начал осуществление давно подготовленного плана по захвату Азерота. Отбросив силы Плети, вождь Тралл (англ. Thrall) направил в Нордскол экспедицию во главе с Гаррошем Адским Криком (англ. Garrosh Hellscream). Тем временем король Вариан Ринн (англ. Varian Wrynn), вернувшийся в Штормград, направил в Нордскол армию Альянса под командованием Болвара Фордрагона (англ. Bolvar Fordragon), чтобы победить Короля-лича.
Альянс и Орда, объединив свои силы, смогли пробиться к Ангатару: Вратам Гнева, входу в неприступную крепость Короля-лича — Цитадель Ледяной Короны. Однако, прежде чем они смогли вступить в бой с самим Королём-личём, Верховный аптекарь Гнилесс (англ. High Apothecary Putrless) и его последователи из Королевского аптекарского общества создали новую чуму, способную уничтожать как живых, так и нежить. Гнилесс использовал новую чуму на обеих сторонах конфликта, что привело к гибели Болвара Фордрагона. В то же время повелитель ужаса Вариматрас (англ. Varimathras) захватил Подгород в результате успешного заговора против Сильваны Ветрокрылой (англ. Sylvanas Windrunner). Узнав о предательстве Вариматраса и подконтрольных ему отрёкшихся, Орда вместе с верными Сильване силами осадили Подгород и уничтожили Вариматраса, в то время как Альянс ликвидировал сбежавшего из Нордскола Гнилесса. Несмотря на непричастность Сильваны к предательству, среди Орды стало нарастать беспокойство и недоверие к отрёкшимся. События, произошедшие во время битвы у Врат Гнева, убедили короля Вариана в том, что Орда становится слишком опасной и бесконтрольной, после чего он принял решение разорвать временный союз с Ордой.
Чтобы ослабить силы Плети в Нордсколе, силы Орды и Альянса осадили некрополь Наксрамас, перемещённый из Восточных Королевств в Драконий погост, и второй раз уничтожают лича Кел’Тузада (англ. Kel'Thuzad). В то же время синий дракон Малигос (англ. Malygos), Аспект магии и синих драконов, сошел с ума, решив, что смертные маги заражают Азерот, и начал кампанию по их очищению. Спрятавшись в пустоте Ока Вечности, он направил линии тайной магии для подпитки своей армии и усиления своих способностей. По воле его сестры Алекстразы (англ. Alexstrasza), королевы драконов и Аспекта жизни, защитники Азерота уничтожают обезумевшего дракона и дают новое будущее синей стае драконов.

### Тайны Ульдуара
Марш армий Орды и Альянса через Нордскол привёл к ряду побед, но эти успехи меркли перед открытием, сделанным дворфийским исследователем Бранном Бронзобородом (англ. Brann Bronzebeard) в древней крепости титанов Ульдуаре. Эта таинственная крепость долгое время служила тюрьмой для древнего бога Йогг-Сарона (англ. Yogg-Saron), создания непостижимого зла, чье влияние распространилось на весь Нордскол. Однако меры безопасности, удерживающие Йогг-Сарона, начали ослабевать, и влияние Древнего Бога развратило стражей Ульдуара. С помощью Бранна небольшие отряды чемпионов Альянса и Орды проникли в Ульдуар, чтобы сразиться с Йогг-Сароном.

### Призыв Авангарда
Отбросив силы Короля-лича в самое сердце Нордскола, Серебряный Авангард (союз воинов из Ордена Серебряной Длани и Серебряного Рассвета) создали свою базу в Ледяной Короне, чтобы собрать силы и определить чемпионов, которые возглавят штурм Цитадели Ледяной Короны. Верховный лорд Тирион Фордринг (англ. Highlord Tirion Fordring) организовал рыцарский турнир, чтобы определить самых достойных героев Орды и Альянса, но турнир был сорван агентами Плети. Чемпионы Орды и Альянса дали бой повелителю склепа Ануб’араку (англ. Anub'arak), ставшим последним испытанием сорванного турнира.

### Падение Короля-лича
Силы Серебряного Авангарда осадили Цитадель Ледяной Короны и ворвались в опасные залы тёмной цитадели Короля-Лича. Одолев самых могущественных генералов Плети, герои Орды и Альянса смогли достигнуть вершины Цитадели Ледяной Короны. В столкновении с Королём-личём герои Азерота потерпели поражение, и Артас, стремясь овладеть самой могущественной армией Азерота, начал воскрешать павших героев с помощью Ледяной Скорби. Однако его планам не было суждено сбыться — в конце концов Артас был повержен Тирионом Фордрингом. Чтобы предотвратить повторное нашествие нежити, Болвар Фордрагон, воскрешённый пламенем красных драконов, добровольно соглашается стать новым Королём-личём.

## Подземелья
Дополнение Wrath of the Lich King имеет довольно обширный список нововведённых подземелий. Некоторые из них добавлены изначально, некоторые (старые подземелья) обновлены до текущих дней, а некоторые вводились в игру с последующими обновлениями.

## Классы персонажей
На BlizzCon 2007, Blizzard анонсировали введение в игру героических классов, которые слишком сильны, чтобы играть ими с первого уровня. Они взяты из Warcraft III. Был анонсирован только один из них: рыцарь смерти.

### Рыцарь смерти (Героический Класс)
- Использует либо двуручное оружие, либо одноручное оружие в каждой руке.
- Может использовать древковое оружие, топоры, мечи и булавы (навык пользования булавами отсутствует изначально, приобретается у тренера).
- Возможность накладывать на оружие специальные руны, аналог наложения чар на оружие.
- Может носить все типы экипировки (ткань/кожа/кольчуга/латы).
- Сражается в ближнем бою, но использует и заклинания.
- Героический класс доступен любому игроку, имеющему хотя бы одного персонажа 55-го уровня или выше.
- С помощью силы льда может ходить по воде.
- Рыцарь смерти использует новый тип ресурсов — силу рун, в отличие от уже известных ярости/маны/энергии.
- Шкалы рун (своего рода ветки талантов) делятся на Кровь, Лёд и Нечестивость. Первая отвечает за защиту, вторая за урон, а третья ветка за урон и за различные полезные способности (увеличение скорости лошади, возможность контроля над вурдалаком и др.). Однако в случае рыцаря смерти выбор ветки талантов не так узко специализирует бойца, как в случае других классов (например, шаман для лечения выберет одну ветку, а для нанесения урона — другую).
- У рыцаря смерти в распоряжении 6 рун, которые используются для применения различных умений (2 руны крови, 2 руны льда и 2 руны нечестивости).

Также существует особый вид рун — руны смерти (обычные руны можно превращать в руны смерти при помощи некоторых умений). Они могут быть использованы как руны крови, льда или нечестивости.
- Некоторые способности активируются через руны, а некоторые требуют для активации больше, чем одну руну[5].
- На одной учётной записи возможно иметь только одного рыцаря смерти в каждом мире. После выхода дополнения Mists of Pandaria появилась возможность иметь более одного рыцаря смерти в мире.

## Начертание
Начертание — новая профессия, похожая на наложение чар, улучшает способности и заклинания героя (начертатель создаёт свитки и символы). Например, можно дать заклинанию Огненный шар дополнительный эффект — оглушение противника, и т. п.
Для создания любого свитка или символа требуется пергамент и особый вид (или несколько видов) чернил. Чернила создаются путём смешения нескольких видов красителей (или пигментов), которые, в свою очередь, получаются при измельчении трав, собранных травником.
Символы подразделяются на два типа: великие и малые. Всего персонаж может начертать по три символа каждого типа.

## Саундтрек
| №   | Название                              | Длительность |
| --- | ------------------------------------- | ------------ |
| 1.  | «Wrath of the Lich King» (Main title) | 8:56         |
| 2.  | «Dragons’ Rest»                       | 3:07         |
| 3.  | «Arthas, My Son» (Cinematic Intro)    | 3:12         |
| 4.  | «Path of Tears»                       | 7:15         |
| 5.  | «Crystalsong»                         | 1:52         |
| 6.  | «Dalaran»                             | 3:26         |
| 7.  | «God Hunters»                         | 3:34         |
| 8.  | «Forged In Blood»                     | 5:34         |
| 9.  | «Mountains Of Thunder»                | 5:55         |
| 10. | «Secrets Long Forgotten»              | 2:28         |
| 11. | «The Kalu’ak»                         | 2:23         |
| 12. | «The Eye Of Eternity»                 | 1:56         |
| 13. | «Garden Of Life»                      | 3:28         |
| 14. | «The Culling»                         | 3:43         |
| 15. | «Howling Fjord»                       | 2:59         |
| 16. | «Rise Of The Vrykul»                  | 1:22         |
| 17. | «Borean Tundra»                       | 1:58         |
| 18. | «Totems Of The Grizzlemaw»            | 5:36         |
| 19. | «The Wrath Gate»                      | 3:53         |
| 20. | «Angrathar’s Shadow»                  | 2:55         |
| 21. | «Assault On New Avalon»               | 2:14         |

## Улучшения графики
Blizzard объявили о некоторой переработке графического движка World of Warcraft, которая будет использована в будущем дополнении. К примеру, разработчики экспериментируют с новыми шейдерами для местностей, где есть лёд и объёмный снег. Позже компания Blizzard сообщила, что графика останется прежней, но будет создан специальный набор красивых спецэффектов (таких как динамические тени) для мощных компьютеров. Сделано это прежде всего для доступности игры.

## Отзывы
| Сводный рейтинг    | Сводный рейтинг |
| Агрегатор          | Оценка          |
| ------------------ | --------------- |
| GameRankings       | 92,68 %         |
| Metacritic         | 91 %            |
| Иноязычные издания |                 |
| Издание            | Оценка          |
| 1UP.com            | A-              |
| ActionTrip         | 9,1/10          |
| Eurogamer          | 10/10           |
| G4                 | [ 11 ]          |
| GameSpot           | 9,0/10          |
| GameSpy            | [ 13 ]          |
| GameTrailers       | 92/100          |
| GameZone           | 9,5/10          |
| IGN                | 9,0/10          |
| PC Gamer (UK)      | 93/100          |
| VideoGamer         | 9/10            |
| PC Zone            | 8,6/10          |

Wrath of the Lich King получила положительные отзывы и высокие оценки.
Игра заняла второе место в номинации «MMORPG года» (2008) журнала Игромания.